# تیم بوروفسکی
تیم بوروفسکی (متولد ۲ مه ۱۹۸۰ در نویبرندنبورگ) بازیکن فوتبال آلمانی است که هم‌اکنون پس از ترک وردر برمن بازیکنی آزاد است.

## افتخارات
وردربرمن
- German U19: 1

۱۹۹۹
- بوندس‌لیگا: ۱

۲۰۰۴
- جام حذفی فوتبال آلمان: ۱

۲۰۰۴